# Neon Giant
Neon Giant是一家瑞典电子游戏开发商，总部位於瑞典乌普萨拉。它由Tor Frick、Arcade Berg、Jonathan Heckley 和Erik Gloersen于2018年4月创立。創始人均來自AAA。创始人之前曾参与过诸如《狂彈風暴》、《孤岛惊魂3》、战争机器系列、德軍總部系列和毀滅戰士系列等游戏的開發 。